# Goweroconcha wilsoni
Goweroconcha wilsoni är en snäckart som beskrevs av Tom Iredale 1944. Goweroconcha wilsoni ingår i släktet Goweroconcha och familjen Charopidae. Inga underarter finns listade i Catalogue of Life.